# Successfulliving.com-Parkpre
L'equip Successfulliving.com-Parkpre (codi UCI: SBX), conegut anteriorment com a Seasilver, va ser un equip ciclista professional estatunidenc de categoria Continental que va competir de 2004 a 2008.

## Principals victòries
- Tour de Gila: Burke Swindlehurst (2005)
- Sea Otter Classic: Daniel Ramsey (2007), Michael Grabinger (2008)

### Grans Voltes
- Tour de França
  - 0 participacions

- Giro d'Itàlia
  - 0 participacions

- Volta a Espanya
  - 0 participacions

## Classificacions UCI
Fins al 1998 els equips ciclistes es trobaven classificats dins l'UCI en una única categoria. El 1999 la classificació UCI per equips es dividí entre GSI, GSII i GSIII. D'acord amb aquesta classificació els Grups Esportius I són la primera categoria dels equips ciclistes professionals. La següent classificació estableix la posició de l'equip en finalitzar la temporada.
| Temporada | Classificació per equips | Millor ciclista en la classificació individual |
| --------- | ------------------------ | ---------------------------------------------- |
| 2004      | 74è (GSIII)              | Jacob Erker (1496è)                            |

L'equip participa en les proves dels circuits continentals i principalment en les curses del calendari de l'UCI Amèrica Tour.
UCI Amèrica Tour
| Temporada | Classificació per equips | Millor ciclista en la classificació individual |
| --------- | ------------------------ | ---------------------------------------------- |
| 2007      | 32è                      | Ricardo Escuela (226è)                         |
| 2008      | 27è                      | Alessandro Bazzana (189è)                      |

UCI Àsia Tour
| Temporada | Classificació per equips | Millor ciclista en la classificació individual |
| --------- | ------------------------ | ---------------------------------------------- |
| 2008      | 59è                      | Bradley White (316è)                           |

UCI Oceania Tour
| Temporada | Classificació per equips | Millor ciclista en la classificació individual |
| --------- | ------------------------ | ---------------------------------------------- |
| 2006      | 1r                       | Gordon McCauley (1r)                           |